# Trigonotis macrophylla
Trigonotis macrophylla är en strävbladig växtart som beskrevs av Eugène Vaniot. Trigonotis macrophylla ingår i släktet Trigonotis och familjen strävbladiga växter.

## Underarter
Arten delas in i följande underarter:
- T. m. trichocarpa
- T. m. verrucosa